# Шмальц, Жюльен-Дезире
Жюльен-Дезире Шмальц (фр. Julien-Désiré Schmaltz; 5 февраля 1771, Лорьян — 26 июня 1826, Измир) — французский колониальный администратор, губернатор Сенегала с 1816 по 1820 год. Дипломат. Полковник.

## Биография
В 1799 г. вступил в голландскую колониальную армию в Батавии. Служил лейтенантом инженерных войск.
В 1808 г. — полковник. Участник сражений за Семаранг и Сурабая на Яве.
После потери Голландией Ост-Индии в 1811 г. был захвачен в плен англичанами и вместе с женой и дочерью содержался в Бенгалии. В 1813 году вернулся на военную службу Франции, в качестве представителя военно- колониальной администрации Гваделупы.

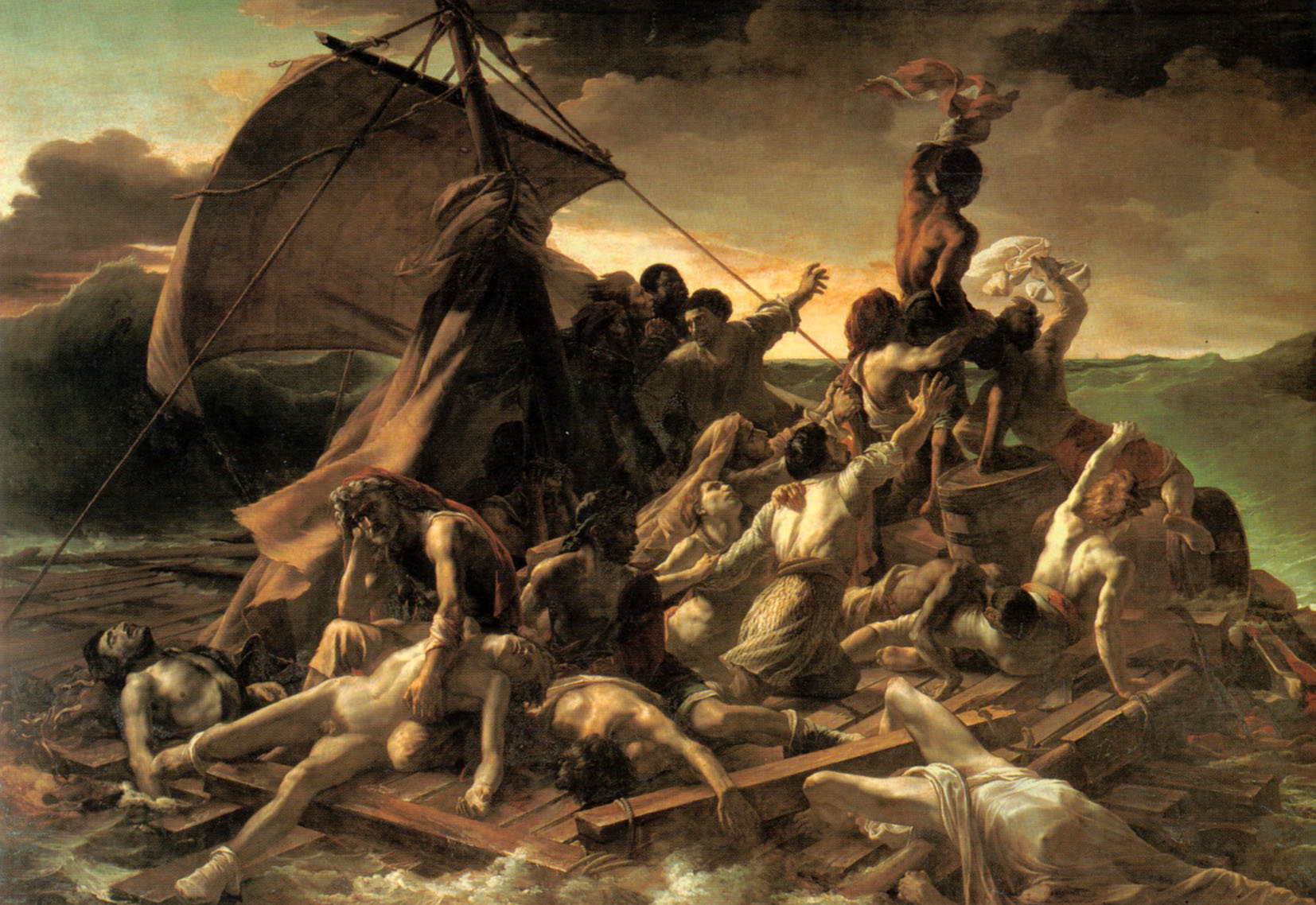
Теодор Жерико. Плот «Медузы». 1819

17 июня 1816 года Шмальц отправился в Западную Африку в Сент-Луи на борту фрегата «Meduse», чтобы занять пост лейтенант-губернатора французской колонии Сенегал.
Во время этой экспедиции из-за некомпетентности офицеров фрегата, корабль налетел на мель и впоследствии затонул. Пассажиры и команда попытались эвакуироваться на лодках и самодельном плоту, однако затем плот со всеми находящимися на нём людьми был брошен командой на произвол судьбы. Из 147 людей, находившихся на плоту, в итоге выжило только 15. Жюльен Шмальц и его жена Рейн-Рене Шмальц, урожденная Марэ, и их дочь Элиза смогли спастись на шлюпе и пережили кораблекрушение.  
Кораблекрушение прославилось благодаря колоссальной по размерам и эмоциональному напряжению картине французского художника Теодора Жерико (1818), ставшей манифестом зарождающейся живописи романтизма.
В 1819 г. он подписал договор с африканские царьком племени Вадо, что привело к созданию французами ряда фортов и коммерческих постов вдоль реки Сенегал (Бакель (1820), Дагана (1821), Меринаген (1822), Лампсар (1843) и др.). Это привело к нескольким конфликтам с местными вождями.
В 1820 году оставил пост губернатора Сенегала.
Шмальц инициировал далеко идущий проект сельскохозяйственной колонизации в регионе Вало (создание плантаций индиго и хлопка). Проект потерпел неудачу и был свёрнут в 1831 году.
После возвращения на родину, в 1822 году был отправлен для изучения положения дел в восставших колониях испанской Америки. Затем, назначен генеральным консулом Франции в Измире (Османская империя), где и умер от болезней, полученных в колониях, в 1826 г.
Похоронен вместе с семьёй на кладбище Монмартр в Париже.